# 李錡
李錡（741年—807年），陇西成纪人，出自唐朝宗室大郑王房，郑孝王李亮的后裔，淄川王李孝同五世孫，唐朝叛臣。

## 生平
憑父親李國貞的權勢，成為鳳翔府參軍。貞元初，當上了宗正少卿。後來藉賄賂勾結等手段，成為了潤州刺史、浙西觀察、鹽鐵轉運使。他增加私路小堰之稅（志第四十三　食貨三）。他收藏了不少奇寶，奉獻給德宗，使德宗信任他。李錡恃寵而驕，天下攉酒漕運都被他控制。貞元十七年（801年），浙西平民崔善貞上書揭露其罪行，反被李錡活埋。
李錡得志，於是募兵，揀選精於箭術的人為一屯，稱為「挽硬隨身」，又以外族為一將，稱為「蕃落健兒」。這些人都成了李錡的心腹，甚至喚李錡作「假父」。
永貞元年（805年）三月，升為鎮海節度使，但解除鹽鐵轉運使一職，實是明升暗降，削減他從中賺錢的機會。不料李錡變本加厲，殺了不少屬吏，逼污良家。寮佐力諫無效，辭了職。

## 謀反過程
元和初年，杜兼已上書說李錡意圖謀反。（列傳第九十七　於王二杜范）
李吉甫認為李錡一定會造反，勸憲宗召回他，派了三次使者去，都說病了。（列傳第七十一　二李）李錡要求延遲會面的時間。憲宗問宰相鄭絪意見，鄭絪請武元衡發表意見，武元衡指出是李錡犯錯，另一方面，憲宗即位不久，天下人都在注視，若任由一個奸臣自把自為，威名便會掃地。（列傳第七十七　張姜武李宋）
元和二年十月，李錡殺掉勸他入朝的判官王澹。他正式起兵，命令其鎮將殺五州刺史。
李吉甫認為李錡不過是庸才，手下的多是亡命群盜，鬥志不強，討伐的話不難取勝。（列傳第七十一　二李）事實證明他的看法正確——造反一個月便平息了。
- 常州刺史顏防用了他的客人李雲的謀計，殺了鎮將李深。他又傳檄蘇、杭、湖、睦四州的刺史，希望大家合力征討李錡。
- 蘇州刺史李素卻被鎮將姚志安捉了，釘在船舷上，獻了給李錡。
- 湖州刺史辛秘命令牙將丘知二在晚上開城，徵募了數百名壯士，與叛軍大戰，殺了鎮將趙惟忠。（列傳第六十八　高元李韋薛崔戴王徐郗辛）

憲宗以淮南節度使王鍔為諸道行營兵馬招討處置使，中官薛尚衍為都監招討宣慰使，出動了宣武、武寧、武昌、淮南、宣歙、江西、浙東這些地方的士兵，從宣州、杭州和信州三路進攻。李錡的外甥裴行立雖然有份預謀造反，但又想歸順朝廷。李錡的中丞張子良深知勝算不大，後來竟帶領軍隊回城。
在城中的李錡大驚，光著腳逃走。李鈞帶兵三百人，和裴行立的軍隊戰鬥，李鈞被殺。李錡知道了，哭了起來。李錡大勢而去，被擒獲。
他被押到京師，憲宗親自審問他，他將責任推卸給張子良，說是張子良教他謀反的。憲宗揭穿他的大話，問他身為宗室，為甚麼不能殺了張氏，李錡無言以對。他和兒子李師回腰斬，終年六十七歲，時只不過是元和二年十一月。
死後其祖墓差點為人破壞，盧坦上諫阻止。（列傳第八十四　鮑李蕭薛樊王吳鄭陸盧柳崔）

## 其他
郑氏和杜秋娘是其妾侍，后来都被唐宪宗纳入宫中。郑氏入宫后当郭貴妃的侍儿，后来被唐宪宗临幸，生下李忱，即後來的唐宣宗。

## 延伸阅读
[在维基数据编辑]
 《新唐書·卷224上》，出自《新唐書》